# Carlos Martí Arís
Carlos Martí Arís   (Barcelona, 10 de juny de 1948 - Barcelona, 1 de maig de 2020) fou arquitecte i professor universitari.

## Biografia
El 1988 va obtenir el títol de doctor arquitecte amb la tesi Las variaciones de la identidad : ensayo sobre el tipo de arquitectura, dirigida pel professor Giorgio Grassi.
Fou membre fundador i sotsdirector de la revista 2c Construcció de la Ciutat (1972-1985), dirigida per Salvador Tarragó Cid. També va impulsar altres iniciatives editorials com la col·lecció Arquitectura-Teoria d'Edicions Serbal i les col·leccions Arquíthesis i La cimbra
Va fer estudis sobre el cinema i l'arquitectura, concretament sobre Carl Theodor Dreyer, Alfred Hitchcock, John Ford i Yasujiro Ozu, en col·laboració amb José Manuel García Roig, publicats en el llibre La Arquitectura del cine : estudios sobre Dreyer, Hitchcock, Ford y Ozu, guardonat amb el Premi FAD 2009 de pensament i crítica.
L'any 2017 l'ETSAB el distingí com a Magister Honoris Causa en reconeixement de la seva carrera acadèmica i professional.

## Selecció d'obres
- Conjunto en Poble Nou (1972)
- Districte de San Cosme en el Prat de Llobregat (1986)
- Parc de Sant Martí de Provençals (1991)
- Ajuntament de Castellbisbal (1993)
- Els Químics”, Girona (2001)[9]

## Publicacions

### Llibres
- La Manzana como idea de ciudad : elementos teóricos y propuestas para Barcelona. Seminario Internacional de Arquitectura Contemporanea. 1982[10]
- Le Variazioni dell'identità : il tipo in architettura. 1990[11][12]
- L'Estació de França : escenari monumental per al tren. 1992[13]
- Cerdá : un puente entre dos civilizaciones. 1999[14]
- Silencios elocuentes. 1999,[15] 2002,[16] 2019[17][17]
- Luoghi pubblici nel territorio : una proposta per le Cave del Casertano. 2001[18]
- Emili Donato : dibujos de arquitectura = dessins d'architecture. 2001[19]
- La Cimbra y el arco. 2005[20][21]
- Foro Crítica : construir con palabras. 2007[22]
- Luigi Cosenza : il territorio abitabile. 2007[23]
- La Arquitectura del cine : estudios sobre Dreyer, Hitchcock, Ford y Ozu. 2008[5][24]
- Llocs públics en la natura. 2008[25]
- Tres paseos por las afueras. Three outings through the suburbs. 2008[26][27]
- César Portela. 2008[28]
- Incursiones arquitectónicas : ensayo a cuatro bandas. 2009[29]
- Cabos sueltos. 2012[30]
- Las Variaciones de la identidad : ensayo sobre el tipo en arquitectura. 2014[31][32]